# Scienza medievale

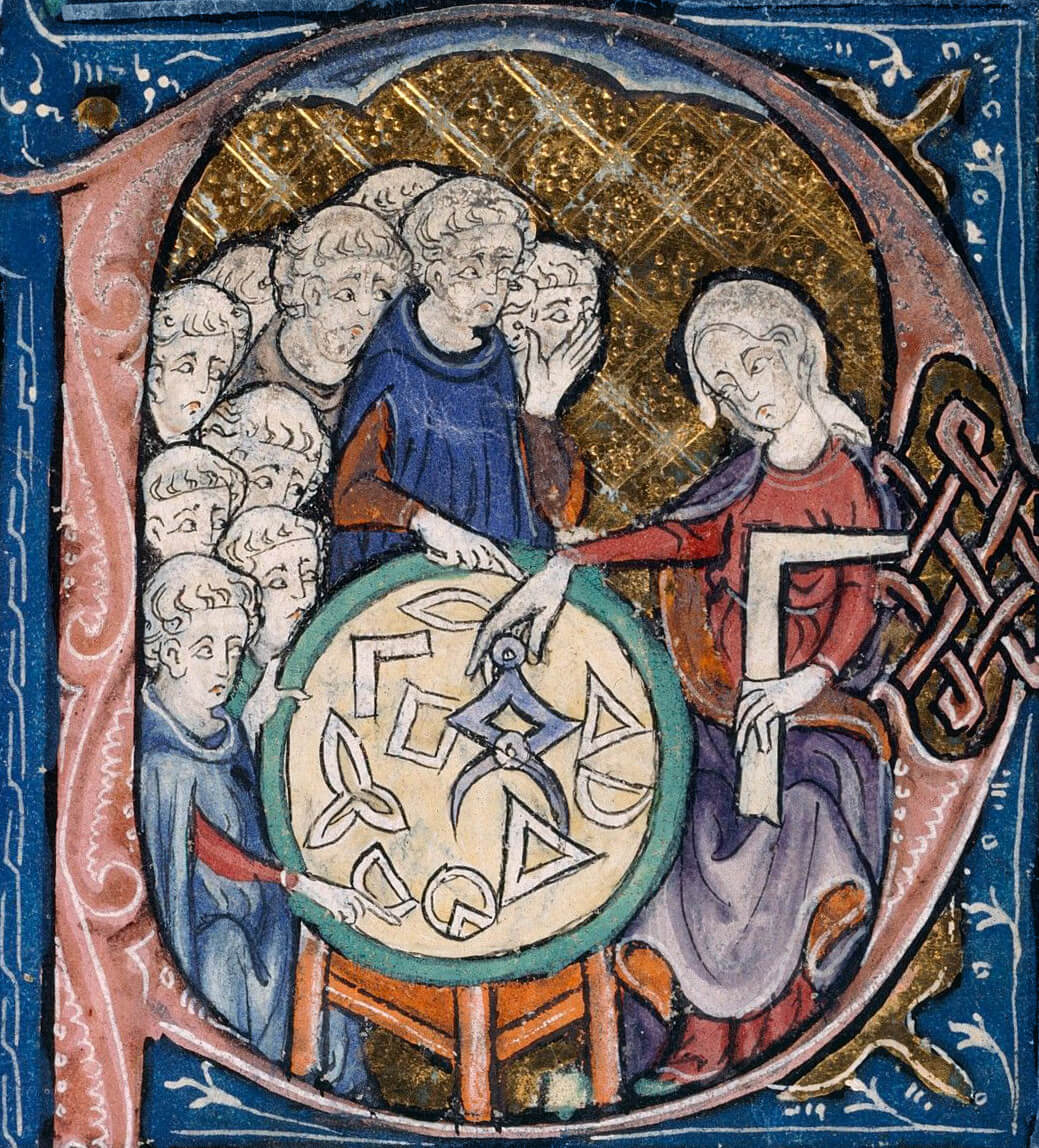
Una figura magistrale femminile, probabilmente allegorica, munita di squadra e compasso, insegna la geometria ad alcuni discepoli (illustrazione degli Elementi di Euclide, 1309-1316 circa).

La scienza nel Medioevo si fondava su una visione organica del sapere, per la quale i diversi fenomeni della natura risultavano strutturalmente interconnessi e collegati al tutto, ed il loro aspetto apparentemente oggettivo non era slegato dalla soggettività dello scienziato, che doveva anzi venire coinvolta nel processo di svelamento della verità: 
(Jacques Le Goff, La civiltà dell'Occidente medievale, 1964 )

## Caratteristiche
A differenza di quella odierna, la scienza medievale concepiva la natura come animata da essenze recondite e principi spirituali nascosti dietro la materialità apparente delle sue parti, che andavano pertanto disvelati: il mondo non era un assemblaggio casuale di componenti meccaniche, da studiare in maniera distaccata, ma ogni fenomeno era portatore di un significato da decifrare e ricomporre entro una visione armonica d'insieme. Tale significato poteva essere compreso nella sua verità solo grazie a un'intima corrispondenza tra l'oggetto e la mente umana (adaequatio rei et intellectus).
Per i pensatori e gli scienziati medievali esisteva dunque un collegamento non solo di tipo allegorico, ma anche analogico tra piani verticali della realtà, che consentiva di accomunare concetti diversi tra loro, quali pianeti, metalli, colori, animali, parti anatomiche del corpo umano, secondo la loro appartenenza a una medesima idea spirituale. È quanto avveniva principalmente in astrologia, dove elementi apparentemente avulsi tra loro come ad esempio il leone, l'oro, il cuore, il rosso ecc. rientravano nell'archetipo planetario del Sole.

### Contesto storico

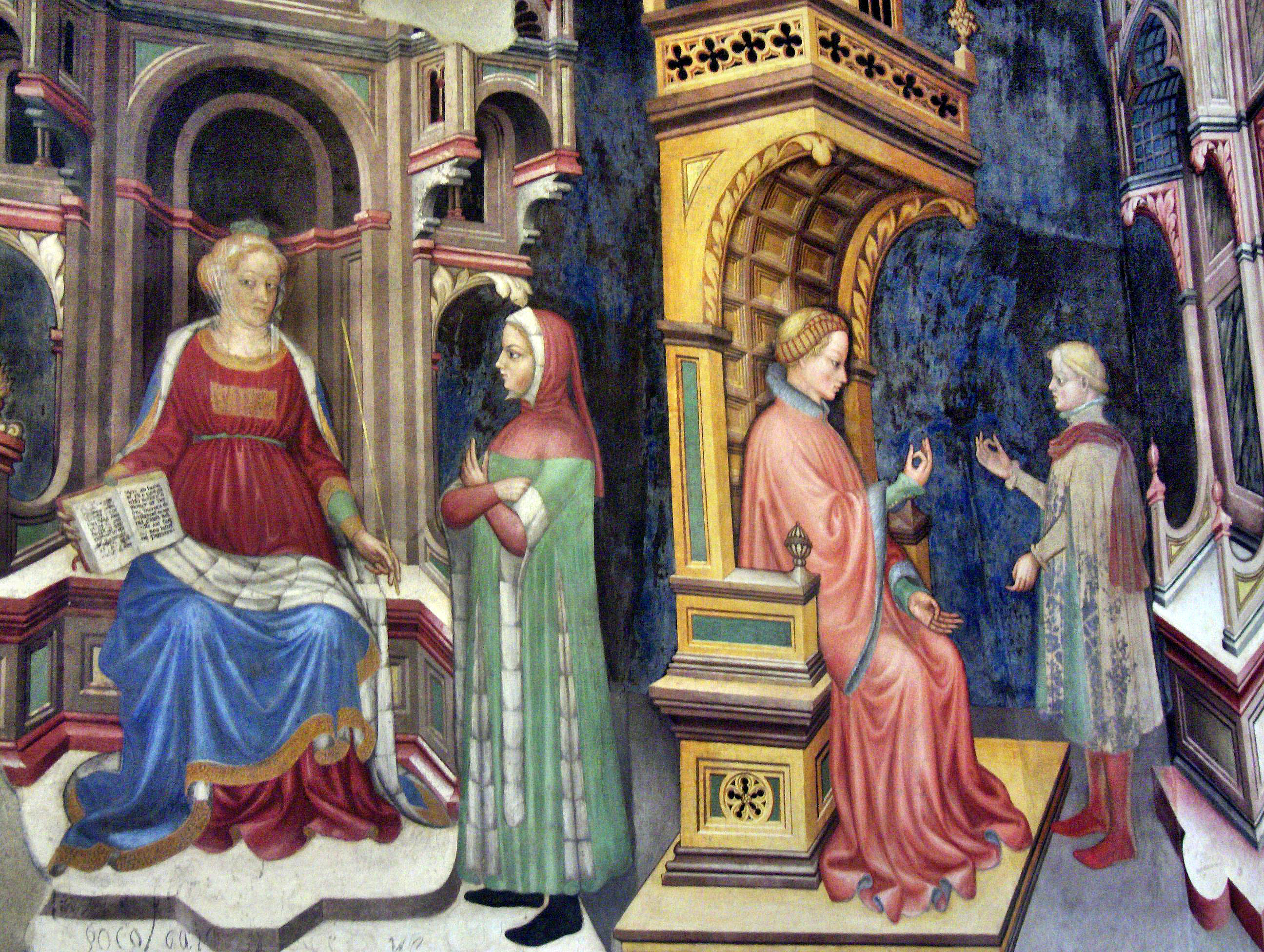
Allegoria della filosofia e della grammatica nella sala delle Arti liberali e dei Pianeti, ad opera di Gentile da Fabriano (1412, Palazzo Trinci a Foligno)

Con la caduta dell'Impero romano d'Occidente, gran parte dell'Europa aveva perso contatto con le conoscenze già acquisite nel passato. Mentre l'Impero Bizantino aveva ancora centri di studio quali Alessandria d'Egitto e Costantinopoli, la conoscenza in Europa occidentale si concentrò dapprima nei monasteri, poi progressivamente nelle scuole annesse alle cattedrali, fino alla nascita delle prime università medievali nel XII e XIII secolo. Pertanto, anche il Medioevo fu ricco di invenzioni, come gli occhiali, l'organo a canne per scopi liturgici, i primi orologi da torre, i martelli idraulici per meglio sfruttare la forza dei mulini a vento, la bussola ideata da Flavio Gioia.
Decisiva fu la fondazione del sistema scolastico, voluto da Carlo Magno, che garantiva una sostanziale uniformità di insegnamento in tutta Europa: oltre alla filosofia e alla teologia, esso si proponeva lo studio della natura per conoscere le leggi iscritte da Dio nella creazione, e consentire una sempre migliore intellegibilità della sua opera. In quest'ambito valevano come auctoritas anche filosofi dell'epoca greca e persino pensatori di origine islamica. Due furono in particolare le scuole di pensiero, attestate peraltro su posizioni alquanto distanti tra di loro, che elaborarono ognuna un proprio metodo scientifico: quella di Parigi, facente capo ad Alberto Magno, seguito dal suo discepolo Tommaso d'Aquino, e quella di Oxford, dove fu attivo Ruggero Bacone.
Mentre Tommaso e i suoi scolari privilegiavano un'analogia verticale intesa in senso prevalentemente qualitativo, diversa da quella tra enti di pari natura intercorrente su un piano solamente orizzontale, la scuola inglese di Oxford ignorò di fatto il significato dell'analogia tomista basata su un processo astrattivo, adottando invece una scienza empirica di tipo logico-matematico che precorrendo il metodo di Galilei avrebbe escluso dallo studio della natura tutto ciò che non fosse riconducibile a rapporti numerici e quantitativi. Soltanto recentemente il concetto tomista di analogia entis e di astrazione è stato recuperato in alcuni ambiti della filosofia della scienza.

## Le scienze
(Jacques Le Goff, La civiltà dell'Occidente medievale, 1964 )

### Astrologia

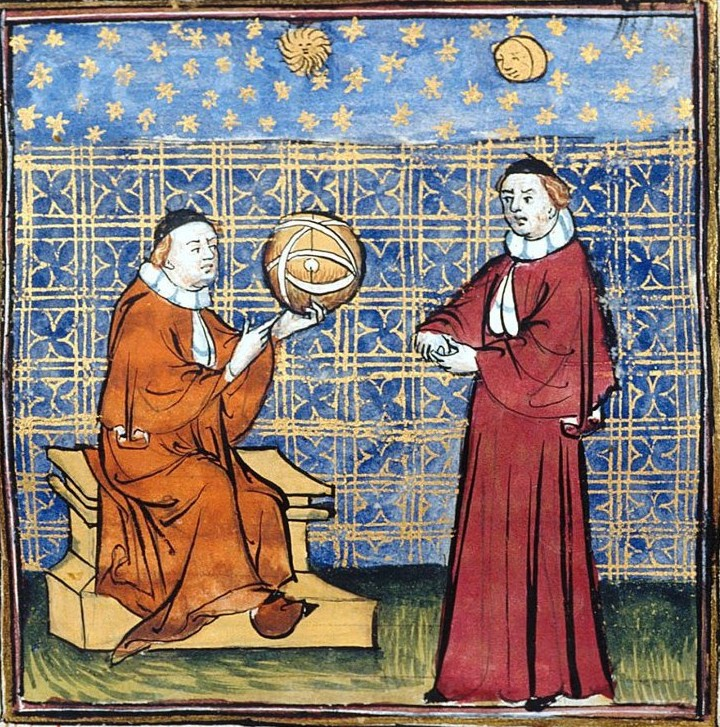
Astrologi intenti a studiare le stelle, miniatura dal manoscritto De Proprietatibus Rerum (XV secolo)

«Regina delle scienze» era ritenuta nel Medioevo l'astrologia, che all'epoca era un tutt'uno con l'astronomia.
Basandosi sulla cosmologia greca, i teologi cristiani identificavano nove cieli fondamentali, i primi sette corrispondenti alle orbite dei pianeti visibili a occhio nudo: costituiti da una sostanza spirituale, eterea e priva di ogni difetto, contenevano il pianeta ad essi associato incastonato come una gemma, trascinandolo con sé nel loro movimento; di questi cieli, il più elevato era quello di Saturno. Ad essi si aggiungeva un cielo delle stelle fisse (o firmamento) contenente lo Zodiaco, e un Primo mobile (Primum mobile) che dava il moto a tutti gli altri. Vennero poi aggiunti, talvolta, altri due cieli cristallini e infine la sede di Dio, detta Empireo, che portavano il computo finale a 12, numero importante per la mistica cristiana.

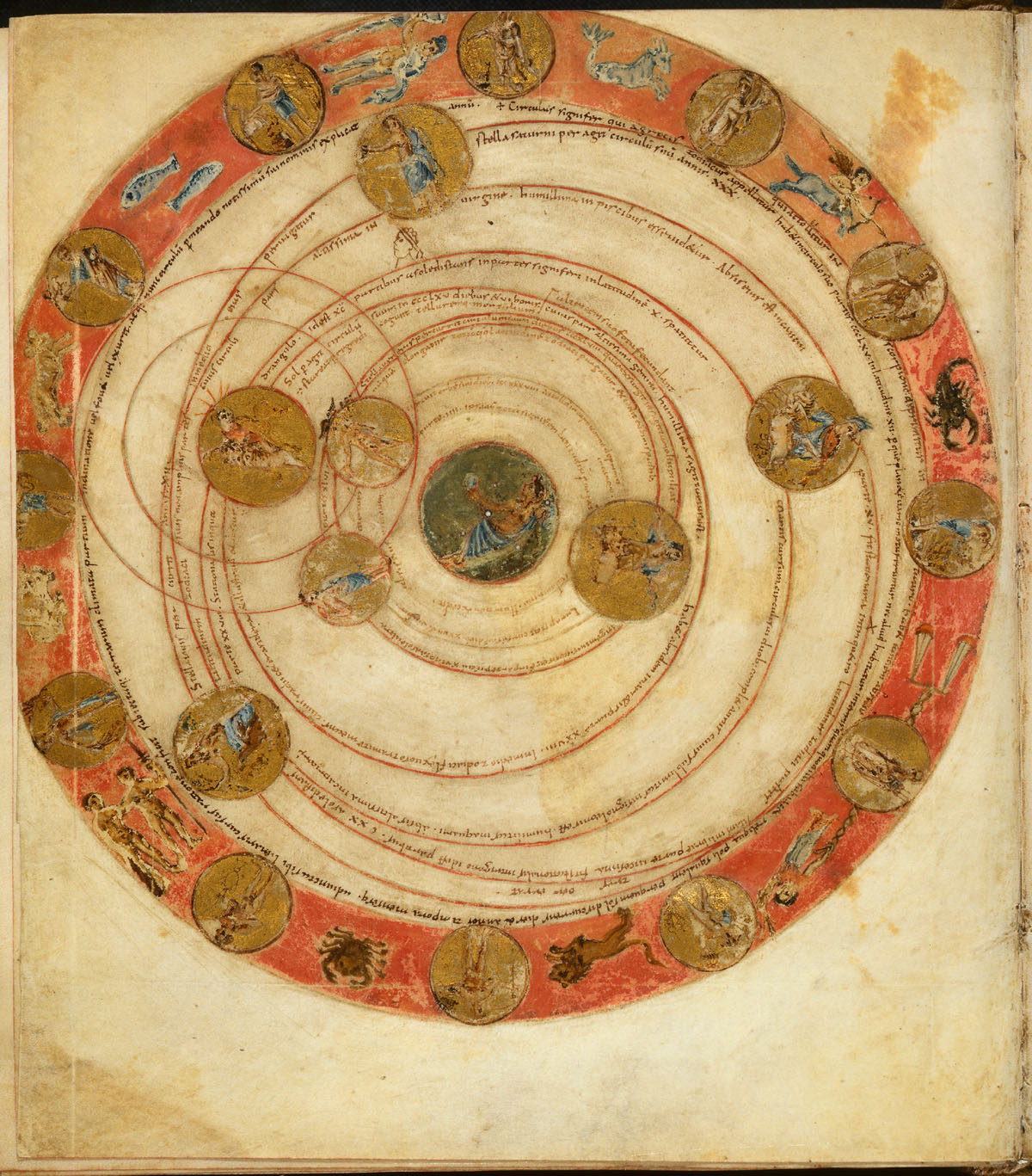
Planisfero del IX secolo che raffigura le posizioni dei sette pianeti classici alla data del 18 marzo 816.

Secondo il modello di Aristotele, perfezionato in seguito da Claudio Tolomeo, Dio costituiva un motore immobile che ingenerava un impulso al movimento in queste sfere, le quali cercando di imitare la sua perfetta immobilità risultavano contraddistinte dal moto più regolare e uniforme che ci fosse, quello circolare. Tale movimento tendeva tuttavia a corrompersi progressivamente dalla sfera più esterna verso quella terrestre, trasformandosi da circolare-uniforme in rettilineo. In tal modo la dottrina aristotelica poteva fornire un fondamento metafisico all'astrologia, poiché riconduceva tutti i mutamenti del mondo al movimento del primo cielo: il divenire terrestre cioè poteva essere previsto e spiegato astrologicamente, con cause non solamente meccaniche, ma soprattutto finalistiche, dotate di senso e destino.
La visione organica e unitaria della cosmologia medievale fu magistralmente sintetizzata da Dante Alighieri nel Convivio (1307), che associò ad ognuno dei nove cieli un pianeta dell'astrologia, ed anche una delle nove gerarchie angeliche della tradizione cristiana risalente a Dionigi l'Areopagita. Come nell'antichità greco-romana ogni divinità era collocata in un suo proprio cielo, allo stesso modo risultava così collocato ogni coro degli angeli in una precisa sfera, preposto al moto di rivoluzione del suo rispettivo pianeta.

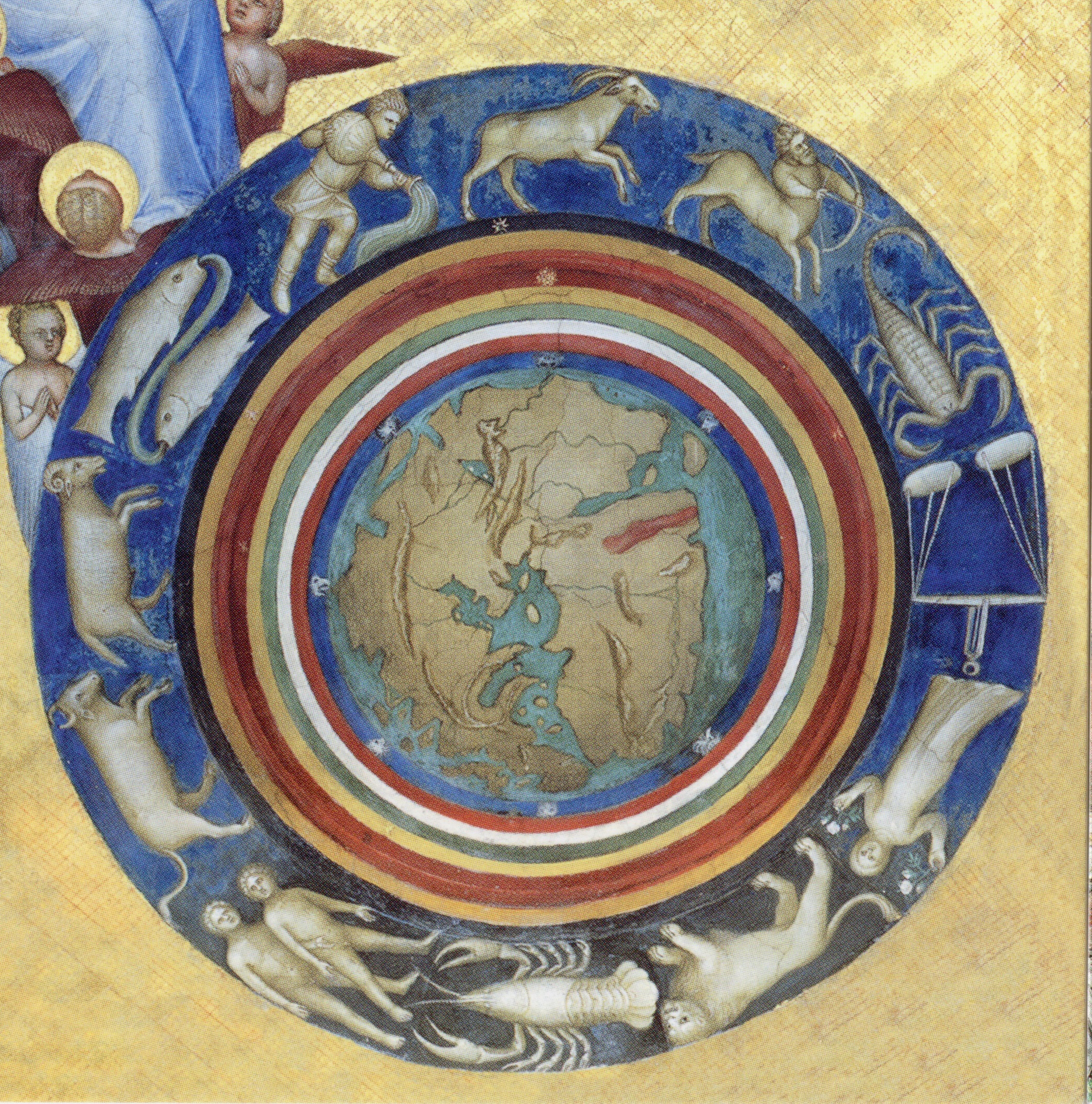
Mappa mundi medioevale, che distingueva il mondo sublunare da quello astrale, fatto di sostanza eterea, e composto da nove cieli, qui rappresentati come cerchi concentrici di colore diverso all'interno dello zodiaco (Luna, Mercurio, Venere, Sole, Marte, Giove, Saturno, Stelle fisse, Primo mobile), sospesi in alto e rivolti alla suprema Intelligenza motrice.

Ogni cielo era inoltre identificato da Dante con una scienza:
(Convivio, II, cap. XIII, 8)
L'ordine dei nove cieli medioevali, più l'Empireo, elencati secondo la loro progressiva distanza dalla Terra, risultava dunque il seguente:
| Sfere      | Pianeti                | Gerarchie   | Scienze             |
| I Cielo    | Luna                   | Angeli      | Grammatica          |
| II Cielo   | Mercurio               | Arcangeli   | Dialettica          |
| III Cielo  | Venere                 | Principati  | Retorica            |
| IV Cielo   | Sole                   | Potestà     | Aritmetica          |
| V Cielo    | Marte                  | Virtù       | Musica              |
| VI Cielo   | Giove                  | Dominazioni | Geometria           |
| VII Cielo  | Saturno                | Troni       | Astrologia          |
| VIII Cielo | Stelle fisse (Zodiaco) | Cherubini   | Fisica e Metafisica |
| IX Cielo   | Primo mobile           | Serafini    | Etica               |
| X Cielo    | Empireo                | Dio         | Teologia            |

Per Alberto Magno la scienza astrologica si esplica nello studio della luce emessa dagli astri con cui quest'ultimi esercitano i loro influssi sugli eventi della Terra. Egli si occupò soprattutto di astrologia elettiva, quella usata cioè per decidere il momento propizio per intraprendere una determinata azione (come partire per un viaggio, avviare un affare, ecc.), pur mostrando di conoscere anche l'astrologia giudiziaria.

### Numerologia

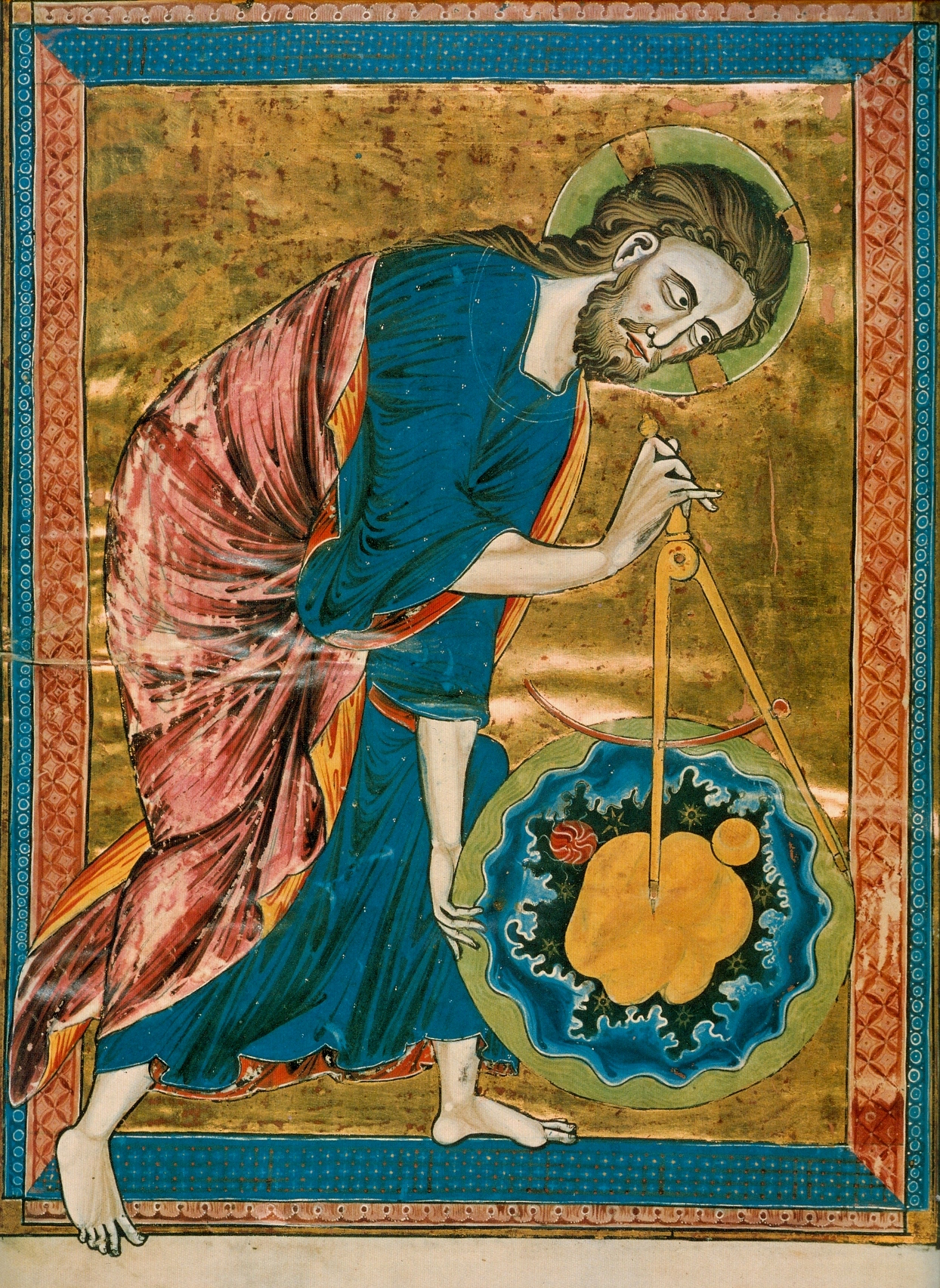
Il compasso come strumento della creazione, secondo la celebre affermazione di Platone per cui «Dio geometrizza sempre» (Codex Vindobonensis 2554, Francia, 1250 ca.)

Notevole importanza rivestivano i numeri, studiati più per il loro significato qualitativo che per la loro funzione meramente quantitativa; la matematica era così sostanzialmente una scienza affine alla numerologia. I numeri che più destavano interesse erano il 3, il 4, il 7, e il 12:
- il numero tre, considerato perfetto poiché rappresentava la divina Trinità, veniva riferito alla suddivisione delle tre età della vita umana, ovvero gioventù, maturità e vecchiaia, seguendo lo schema di Aristotele.[20] Ad esso corrispondevano, fra le arti liberali, le materie del trivio, cioè grammatica, retorica e dialettica;
- il numero quattro era ritenuto particolarmente rilevante perché incrementava la perfezione spirituale del 3 portandola su un piano concreto e tangibile, dando luogo ai quattro elementi in cui consisteva il creato. Il 4 lo si ritrovava perciò in ogni manifestazione della natura, nelle quattro stagioni, nei quattro punti cardinali, nei quattro temperamenti umorali, corrispondenti ad altrettante età della vita (infanzia, giovinezza, maturità e vecchiaia), nei quattro evangelisti simboleggiati dal tetramorfo. Ad esso corrispondevano, fra le arti liberali, le materie del quadrivio, ovvero aritmetica, geometria, musica e astronomia, che costituivano i fondamenti della numerologia matematica, essendo:[21]
  - l'aritmetica (in quanto «assenza di ritmo»)[22] la scienza dei numeri immobili;
  - la geometria la scienza dei numeri immobili in forma di figure visualizzabili;
  - la musica la scienza dei numeri in movimento;
  - l'astronomia la scienza dei numeri sotto forma di figure in movimento;[23]
- il numero sette, sommando in sé il 3 ed il 4, approdava ad una sorta di completezza ed esaustività, seppur dinamica, rinvenibile ad esempio nei sette pianeti classici, nei giorni della settimana con cui secondo la Genesi era avvenuta la creazione, nelle sette virtù, inclusive delle tre teologali e delle quattro cardinali, alle quali si contrapponevano i sette vizi capitali. Anche al 7 veniva attribuita una suddivisione delle età della vita seguendo lo schema di Isidoro di Siviglia;[19]
- il numero dodici, ripetendo 4 volte la perfezione del 3, conferiva un'esaustività molto più stabile e definitiva rispetto al 7, poiché rappresentava i dodici segni dello Zodiaco, ovvero la fissità delle stelle supreme che costituivano lo scenario entro cui si muovono i pianeti. Ad esso corrispondevano i dodici apostoli, le dodici tribù di Israele, i dodici mesi dell'anno, le dodici ore della giornata, ecc.[24]

### Medicina
Anche nella medicina medievale prevaleva una visione d'organica d'insieme che portava a considerare l'uomo come il riflesso in miniatura dell'ordine universale macrocosmico.
(Alberto Magno, De Animalibus, I, 2, 11)

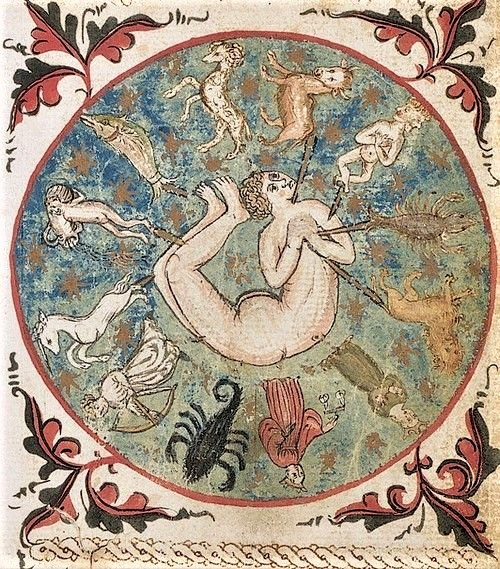
La corrispondenza tra i segni zodiacali e le parti anatomiche dell'essere umano secondo l'astrologia medica (illustrazione dal portolano di Michele da Rodi)

Alla base della medicina medioevale v'era in particolare la teoria dei quattro umori. Questa derivava dalle opere di antichi medici e dominò tutta la medicina occidentale fino al XIX secolo. La teoria sosteneva che in ogni uomo si trovassero quattro "umori", o fluidi principali: bile nera, bile gialla, flegma e sangue, prodotti da vari organi del corpo.
Secondo tale dottrina una persona, per essere in buona salute, doveva avere un perfetto equilibrio di questi elementi: per esempio troppo flegma nel corpo causava problemi ai polmoni, il corpo tossiva e cercava di buttar fuori il flegma per ristabilire l'equilibrio. La giusta proporzione tra gli umori poteva essere raggiunta con la dieta, le medicine, e il salasso, tramite le sanguisughe. I quattro umori sono stati anche associati alle quattro stagioni: bile nera–autunno, bile gialla–estate, catarro–inverno, sangue–primavera.
| Umore       | Tempra      | Organo      | Natura          | Elemento |
| Bile nera   | Malinconico | Milza       | Fredda-asciutta | Terra    |
| Flegma      | Flemmatico  | Polmoni     | Fredda-Umida    | Acqua    |
| Sangue      | Sanguigno   | Testa       | Calda-umida     | Aria     |
| Bile gialla | Collerico   | Cistifellea | Calda-Asciutta  | Fuoco    |

Il corpo fisico non era ritenuto un mero assemblaggio di parti meccaniche, bensì veniva concepito come vitalizzato da una superiore forma spirituale. Ad esempio Alberto Magno fece propria la nozione dell'«umido radicale» con cui intendeva la capacità, da parte dell'anima, di plasmare l'organismo umano secondo la forma insita nel fluido seminale originario della riproduzione. Questa forma era associata tradizionalmente all'umido, essendo l'acqua il ricettacolo naturale della vita. L'umido radicale non poteva essere incrementato ma tutt'al più salvaguardato e rafforzato tramite un'alimentazione appropriata, ed il suo esaurimento era ciò che determinava infine l'invecchiamento e la morte dell'individuo.

### Scienza naturale

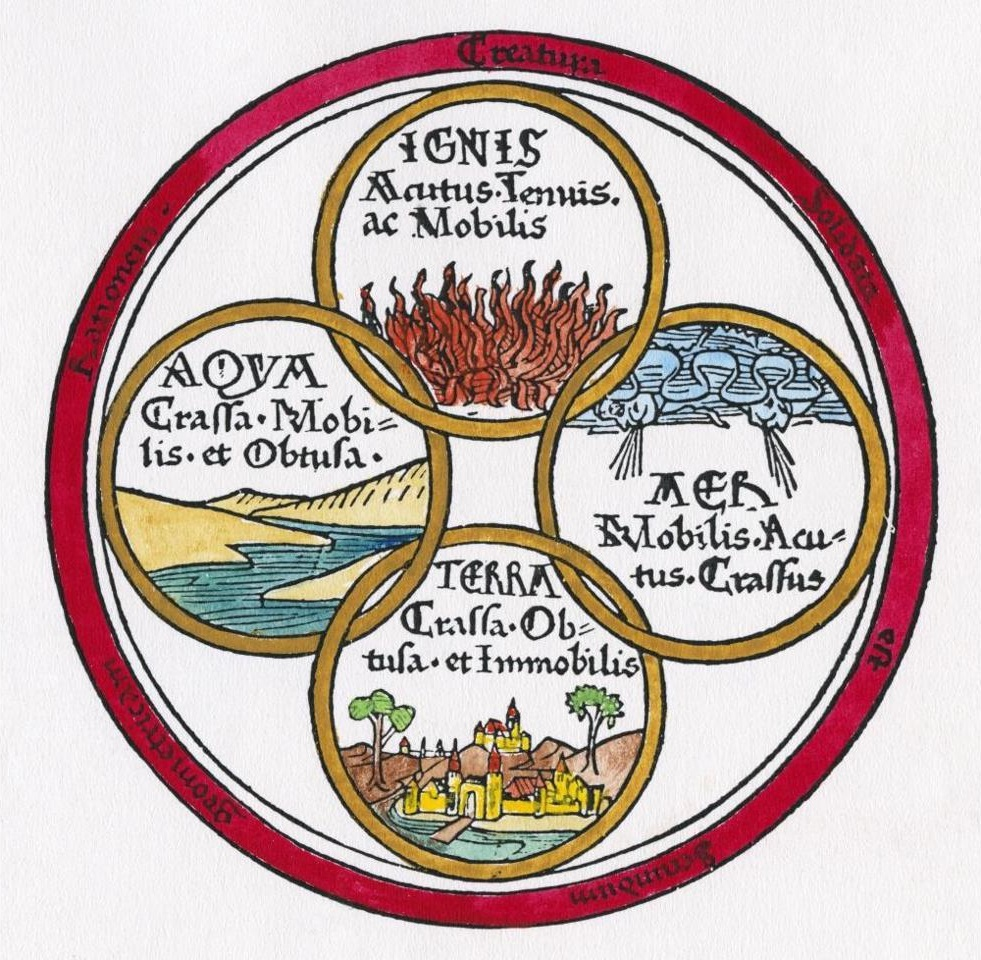
I quattro elementi classici in un'edizione del De rerum natura di Lucrezio.

Le idee ed i concetti utilizzati per accostarsi allo studio della natura non erano considerati dei semplici strumenti di comprensione intellettuale partoriti in maniera autonoma dalla mente umana, ma erano ritenuti costitutivi degli enti naturali stessi, le cui leggi strutturanti, secondo la terminologia scolastica basata sugli insegnamenti di Platone, erano al contempo causa essendi e causa cognoscendi, ovvero il motivo per cui il mondo risulta fatto in un determinato modo, e grazie a cui possiamo conoscerlo.
La scienza naturale, cioè la fisica, consisteva così nella scoperta di questi principi intelligenti nascosti dietro l'apparenza della materia, che senza di essi sarebbe stata incompleta, sicché tale disciplina era anche una sorta di filosofia della natura, e come tale resterà conosciuta nelle Università almeno fino al XIX secolo.
Oltre a Platone, fu poi soprattutto la fisica aristotelica, grazie all'influsso degli arabi, ad essere divulgata durante il Medioevo. La natura secondo Aristotele andava compresa alla luce dei quattro elementi già enunciati da Empedocle, ovvero terra, acqua, aria e fuoco, da intendere più che altro come espressioni tangibili di archetipi spirituali, di cui il loro aspetto fisico era la manifestazione più evidente.

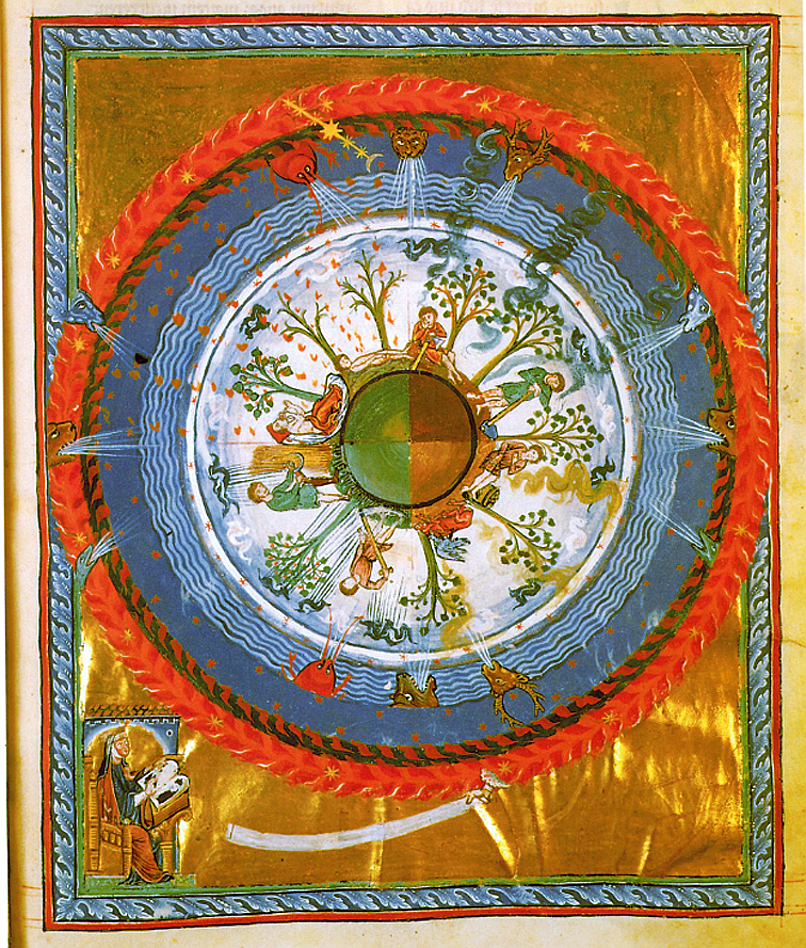
Miniatura medievale dal Liber divinorum operum, scritto da Ildegarda di Bingen, che raffigura i quattro cerchi elementari del mondo sublunare, ovvero (dal centro verso l'esterno): terra, acqua, aria, fuoco.

Si trattava di spiegazioni qualitative della natura, da comprendere ricorrendo all'intuizione più che al calcolo matematico, poiché tenevano conto dell'essenza e non soltanto di dati misurabili. Ogni elemento possedeva infatti due delle quattro qualità o «attributi» della materia: 
- il secco (terra e fuoco),
- l'umido (aria ed acqua),
- il freddo (acqua e terra),
- il caldo (fuoco e aria).

Come il tempo, scandito dagli eventi astrologici, era concepito in termini di qualità, anche lo spazio possedeva sue differenti proprietà che variavano in base alla teoria dei «luoghi naturali», nei quali dimorava ognuno dei quattro elementi: essi avevano cioè la tendenza a tornare nel loro rispettivo ambiente originario, come dimostra un sasso gettato nell'acqua che affondando tende ad andare verso la sua sfera, quella della terra, mentre le bolle d'aria che si liberano nell'acqua tendono ad andare verso l'alto, ossia la sfera dell'aria. Al di sopra di tutte vi era il cerchio del fuoco, limite estremo attraversato ad esempio da Dante nella terza cantica della Divina Commedia per accedere ai cieli superiori pervasi dall'etere.
Il vuoto, in quanto assenza di elementi e quindi di luoghi, era qualcosa di inammissibile. Ogni ente non poteva che essere composto da uno o più elementi, il cui movimento rispondeva non solo a cause materiali ed efficienti, ma anche a cause formali e finali: ad esempio se la causa efficiente concepiva lo stato dei rapporti meccanici procedenti dal passato verso il futuro, quella finale costituiva l'intenzione attiva che muove dal futuro verso il presente cristallizzandosi nel passato.

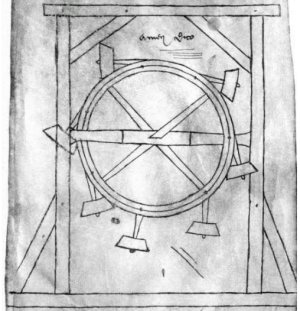
Dispositivo per il moto perpetuo da un disegno di Villard de Honnecourt.

Qualunque oggetto inanimato in divenire doveva pertanto venir mosso da qualcos'altro. Col prevalere delle correnti nominaliste nel tardo Medioevo, tuttavia, gli scolastici si concentrarono sempre più verso spiegazioni meccaniche del moto, quando ad esempio Giovanni Buridano introdusse la teoria dell'impetus, da lui inteso come una forza sostitutiva dell'intelligenza motrice, operante non solo nel mondo terrestre sublunare ma anche nel movimento di rivoluzione degli astri. Seppur ridicolizzata nei secoli a venire, la teoria dell'impeto anticipava concezioni affini a quella della «morta» inerzia, che di fatto avrebbe escluso ogni spiegazione vivente e panpsichica della natura.
Tali questioni riguardanti il movimento procedevano di pari passo con l'interesse sollevato dalla possibilità di un moto perpetuo che imitasse l'eterna rotazione del cielo zodiacale: conosciuto dagli alchimisti come il ciclo perenne rappresentato dall'uroboros, il moto perpetuo era assurto a simbolo della grande opera con cui dalla morte risorge la vita.
Un notevole impulso alla scienza naturale venne anche dai maestri della scuola di Chartres, il cui influsso sulla cultura dell'epoca, interpretato dalla storiografia moderna nel senso di uno spiccato razionalismo, è stato tuttavia rimesso in discussione. Fedeli alla tradizione platonica, essi ammettevano l'immanenza di un'Anima del mondo nella natura, i cui segreti furono trasposti in simboli ed immagini nell'omonima cattedrale.

#### Zoologia

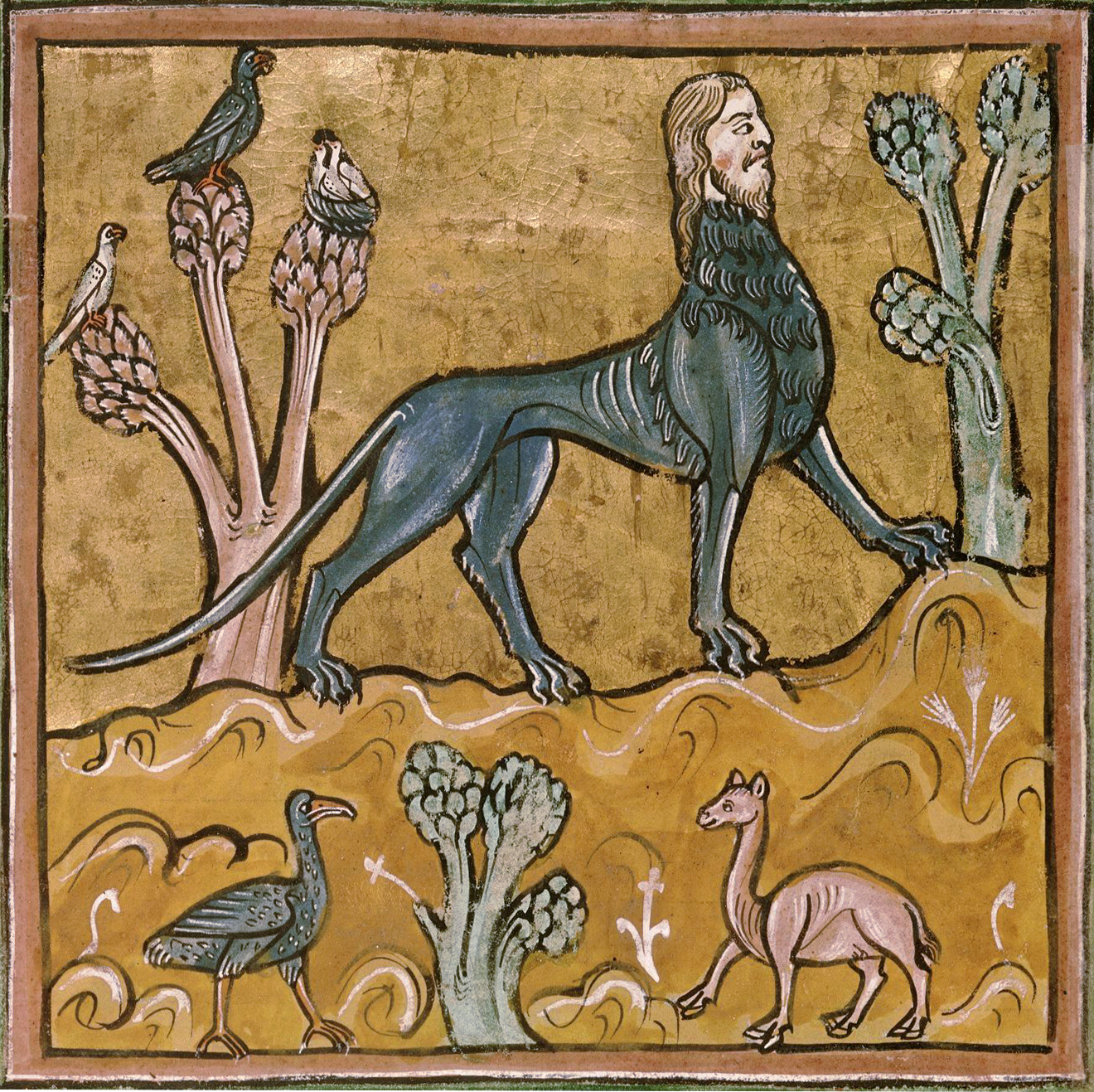
Una manticora raffigurata nel bestiario medievale di Rochester.

La natura del resto veniva studiata nel Medioevo prevalentemente in rapporto al sovrannaturale, interpretata come un luogo misterioso di presenze oscure e simboliche, inizialmente legato a rituali pagani e magici che erano stati progressivamente integrati e riadattati dalla Chiesa in funzione del processo di evangelizzazione dell'Europa. Gli aspetti della natura, suddivisi nei tre regni, animale, vegetale e minerale, trovarono nei generi letterari rispettivamente dei bestiari, erbari e lapidari, una forma di conoscenza rivolta ad una prospettiva allegorica, ritenuta più disvelatrice e autentica del loro aspetto meramente sensibile.
(Michel Pastoureau, Bestiari del Medioevo, dalla quarta di copertina, trad. it. di Camilla Testi, Torino, Einaudi, 2012)
Le valenze simboliche delle creature descritte soprattutto nei bestiari, già diffuse nel mondo antico a partire dal Fisiologo, continuarono ad alimentare l'immaginario collettivo della tradizione popolare e folcloristica.